# Paratamboicus albianus
Paratamboicus albianus is een hooiwagen uit de familie Sclerosomatidae.